# Place Émile Bockstael
Pour les articles homonymes, voir Émile Bockstael et Bockstael.
La place Émile Bockstael (en néerlandais : Emile Bockstaelplein) ou place communale de Laeken est une place de la section bruxelloise de Laeken.

## Histoire
La place ainsi que le boulevard Émile Bockstael ont été créés à la suite des arrêtés royaux des 18/02/1899 et 05/10/1900.
En 1905, les lignes de chemins de fer, se trouvant à l’emplacement de l’actuelle place, doivent être voutées. Cela a été réalisé sous la direction des ingénieurs civils Perraud et Dumas.
Des parapets ont été construits sur les trois côtés de la place mais ils ont aujourd’hui disparu .
En 1907, la construction de l’hôtel communal de Laeken commence, le bâtiment devait être implanté au centre de la place mais est finalement édifié sur le côté Sud de celle-ci. La construction de l’hôtel communal ne sera entièrement achevée qu’en 1920 mais il est utilisé à partir dès 1912.
En 1910, un concours est lancé par la commune, pour l’aménagement des parcelles situées autour de la place. Finalement, c’est l’architecte Charles Thomisse qui gagne le concours et qui aménagera une première parcelle, en style éclectique, avant la 1re Guerre Mondiale. Pour les autres parcelles, il faudra attendre les années 1920 pour qu’elles soient investies, pour la plupart, également par l’architecte Charles Thomisse.
Dès la fin de sa construction, la place était appelée « Place de l’Hôtel Communal » ou encore « Place Communale ». Mais, en 1923, en hommage à l’ingénieur civil Émile Eloi Bockstael, bourgmestre entre 1877 et 1920, la place prend son nom et est donc renommée « Place Émile Bockstael».
Un kiosque en forme polygonale, sous dôme, est construit peu après la création de la place mais a disparu vers 1930.
En 1963, une dalle est construite au-dessus du chemin de fer, du côté Est de la place, pour la construction d’un supermarché et de son parking.
Pour finir, la station de métro Bosckstael voit le jour, sous la place, en 1983. À la suite de ces travaux, la place a été réaménagée. C’est également à cette époque que deux grands bassins sont construits devant l’hôtel communal de Laeken.